# Hagegöl (Locknevi socken, Småland)
Hagegöl är en sjö i Vimmerby kommun i Småland och ingår i Botorpsströmmens huvudavrinningsområde.